# De reuzenperzik (film)
De Reuzenperzik (originele titel James and the Giant Peach) is een Amerikaanse film uit 1996 gebaseerd op het gelijknamige boek van Roald Dahl. De film is geproduceerd door Tim Burton en geregisseerd door Henry Selick, die ook The Nightmare Before Christmas regisseerde. De productie is een combinatie van live-action acteerwerk en stop-motion.
James and the Giant Peach werd genomineerd voor onder meer een Academy Award voor beste filmmuziek (van Randy Newman), een Saturn Award voor beste fantasyfilm en een Golden Satellite Award voor beste animatie/mixed media-film.

## Verhaal
Nadat de ouders van de kleine James Henry Trotter zijn gedood door een ontsnapte neushoorn, moet James bij zijn twee tantes Spijker en Spons gaan inwonen. Ze behandelen hem echter wreed en hij smacht naar een beter leven. James'wens is om ooit naar New York te gaan en het Empire State Building te bezoeken, iets wat zijn ouders ook hadden willen doen.
Op een dag wordt James, nadat hij een spin heeft gered, aangesproken door een oude man, die hem een zak magische groene “krokodillentongen” aanbiedt welke James’ leven kunnen verbeteren. James laat de zak per ongeluk vallen aan de voet van een oude perzikboom. Derhalve komen de tongen in de aarde terecht, met onverwachte gevolgen: aan de boom groeit in recordtijd een kolossale perzik. James' tantes besluiten van de perzik een winstgevende attractie te maken.
Wanneer James de perzik onderzoekt, blijkt er een tunnel in te zitten die naar de pit leidt. Daar ontmoet hij een groep insecten, die door de tongen zijn uitgegroeid tot menselijk formaat en de mogelijkheid hebben gekregen te spreken. Zij delen James’ wens voor een beter thuis.
De groep maakt de perzik los van de boom, waarna deze van de heuvel waar de boom opstaat naar zee rolt. Daar gebruikt James het spinrag van Miss Spider om een paar touwen te maken en hiermee honderden zeemeeuwen aan de perzik te bevestigen. De meeuwen vliegen met de perzik naar New York. Onderweg moet de groep een aantal problemen overwinnen waaronder een gerobotiseerde haai, skeletpiraten en een bevroren galjoen. Ze belanden ook in het Noordpoolgebied.
In New York blijken James’ tantes hem te zijn gevolgd en ze komen de perzik weer opeisen. James heeft eindelijk de moed om tegen hen in te gaan en de twee worden gearresteerd. James viert zijn negende verjaardag samen met de insecten, die zijn nieuwe vrienden zijn geworden.

## Rolverdeling
| Acteur             | Personage           | Nederlandse stem   |
| ------------------ | ------------------- | ------------------ |
| Paul Terry         | James Henry Trotter | Julius de Vriend   |
| Simon Callow       | Mr. Grasshopper     | Jan Elbertse       |
| Richard Dreyfuss   | Mr. Centipede       | Ewout Eggink       |
| Susan Sarandon     | Miss Spider         | Marjolein Algera   |
| Jane Leeves        | Mrs. LadyBug        | Edna Kalb          |
| Miriam Margolyes   | Miss Glowworm       | Patty Paff         |
| David Thewlis      | Mr. Earthworm       | Wiebe-Pier Cnossen |
| Joanna Lumley      | Tante Sponge        | Metta Gramberg     |
| Miriam Margolyes   | Tante Spiker        | Beatrijs Sluijter  |
| Pete Postlethwaite | Oude Man/Verteller  | Fred Meijer        |

## Stemmen van Randy
- Huub van der Lubbe (Nederlands)
- Arno Hintjens (Vlaams)

## Achtergrond

### Productie
Aanvankelijk was het de bedoeling van Selick de film geheel live-action te maken, met alleen stop-motion voor de insecten. Later wilde hij de film geheel stop-motion maken. Het eindresultaat is echter een mengeling van beide: de film begint als een live-action film, gaat over op stop-motion zodra James de perzik betreedt, en gaat weer terug naar live-action voor de laatste scènes in New York. Alleen de insecten zijn in de hele film met stop-motion neergezet, inclusief de slotscènes.

### Verschillen met het boek
- In het boek wordt nooit vermeld wanneer het verhaal zich precies afspeelt. In de film wordt duidelijk vermeld dat het verhaal ergens eind jaren 40 van de 20e eeuw plaatsvindt.
- Het personage van de zijderups is geheel weggelaten uit de film. Zijn rol wordt overgenomen door de gloeiworm, die in het boek een kleinere rol speelt.
- De aardworm is in de film een stuk aardiger dan in het boek.
- In het boek zijn James en de insecten gedwongen om zeemeeuwen bij elkaar te krijgen om door de lucht te ontsnappen met de perzik aan een zwerm levende haaien. In de film, moeten ze hetzelfde doen, maar in plaats van levende haaien is het een mechanische haai. Ook zijn in de film veel minder meeuwen nodig om de perzik de lucht in te krijgen.
- In het boek komen James’ tantes al aan het begin van het verhaal om het leven, de losgemaakte perzik verplettert hen zodra hij van de heuvel afrolt.
- De wolkenmannen, die in het boek de primaire antagonisten vormen, komen in de film niet voor. Hun rol wordt overgenomen door de skeletpiraten, die juist in het boek weer niet voorkomen.
- In de film willen James en de insecten echt doelbewust naar New York, en sturen de perzik zelfs in die richting. In het boek komen ze toevallig in New York terecht omdat de meeuwen die kant op vlogen.
- In de film blijkt de duizendpoot reeds uit Amerika te komen, en praat ook met een Amerikaans accent. Dit is niet het geval in het boek.

### Ontvangst
Dahl wees tijdens zijn leven meerdere malen een aanbod af om een animatiefilm te maken van de reuzenperzik. Zijn weduwe, Liccy Dahl, stemde echter in met de film. Volgens haar zou Roald Dahl de film geslaagd hebben gevonden. Owen Gleiberman van Entertainment Weekly gaf de film een positieve review, hoewel hij minder te spreken was over de live-action scènes.

## Prijzen
| jaar | prijs                                                           | categorie                                             | genomineerde(n)            | uitslag      |
| ---- | --------------------------------------------------------------- | ----------------------------------------------------- | -------------------------- | ------------ |
| 1997 | Academy Award                                                   | beste muziek, originele muziek voor comedy of musical | Randy Newman               | genomineerd. |
| 1997 | Saturn Award                                                    | beste fantasyfilm                                     | -                          | genomineerd  |
| 1997 | Festival International du Film d'Animation d'Annecy, Grand Prix | beste animatiefilm                                    | Henry Selick               | gewonnen     |
| 1997 | KCFCC Award                                                     | beste animatiefilm                                    | -                          | gewonnen     |
| 1997 | Golden Satellite Award                                          | beste film – animatie of gemengde media               | Tim Burton, Denise Di Novi | genomineerd  |
| 1997 | Young Artist Award                                              | beste familiefilm – animatie of special effects       | -                          | gewonnen     |
| 1997 | Young Artist Award                                              | Beste acteur voor een voice-over                      | Paul Terry                 | genomineerd  |